# Cantó de Méry-sur-Seine
El cantó de Méry-sur-Seine és un antic cantó francès del departament de l'Aube, situat al districte de Nogent-sur-Seine. Té 25 municipis i el cap és Méry-sur-Seine. Va desaparèixer el 2015.

## Municipis
- Bessy
- Boulages
- Champfleury
- Chapelle-Vallon
- Charny-le-Bachot
- Châtres
- Chauchigny
- Droupt-Saint-Basle
- Droupt-Sainte-Marie
- Étrelles-sur-Aube
- Fontaine-les-Grès
- Les Grandes-Chapelles
- Longueville-sur-Aube
- Méry-sur-Seine
- Mesgrigny
- Plancy-l'Abbaye
- Prémierfait
- Rhèges
- Rilly-Sainte-Syre
- Saint-Mesmin
- Saint-Oulph
- Salon
- Savières
- Vallant-Saint-Georges
- Viâpres-le-Petit

## Història
| Data d'elecció                           | Identitat      | Partit                          | Qualitat |
| ---------------------------------------- | -------------- | ------------------------------- | -------- |
| 1945-1961                                | Maurice Parèze | radical                         |          |
| 1961-1982                                | Pierre Labonde | CNI, després RI, després UDF-PR |          |
| 1982-2015                                | Philippe Adnot | Moviment Liberal i Moderat      |          |
| les dades anteriors no són pas conegudes |                |                                 |          |
|                                          |                |                                 |          |

## Demografia
| A partir de 1990: Població sense dobles comptes |